# 征矢野半弥

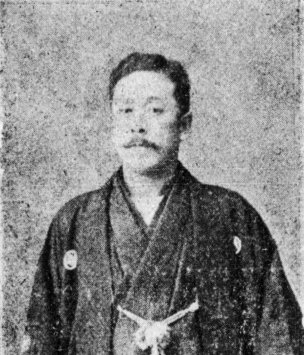
征矢野半弥

征矢野 半弥（そやの はんや、1857年9月22日（安政4年8月5日） - 1912年（明治45年）2月9日）は、衆議院議員（自由党→憲政党→立憲政友会）、ジャーナリスト。

## 経歴
小倉藩士の子として生まれるが、1866年の小倉戦争で小倉城が陥落したため、一家は築城郡下城井村（現在の築上郡築上町）に逃れた。自由党に加入し、福岡県会議員、同議長を務めた。
1894年、第3回衆議院議員総選挙で当選。以後当選回数は6回を数えた。その他、福岡日日新聞の社長を務めた。